# 碘乙酸
碘乙酸是乙酸的一种衍生物，分子式为C
2H
3IO
2，碘乙酸有毒性和腐蚀性。与许多卤代烃一样，碘乙酸是一种烷基化试剂。
碘乙酸能与蛋白质中的半胱氨酸残基反应，常被用于修饰巯基，以防止在蛋白质胱氨酸残基被还原为半胱氨酸后又重新形成二硫键。

## 肽酶抑制剂
碘乙酸是所有半胱氨酸蛋白酶的不可逆抑制剂，其反应机理如下图所示：

碘乙酸对半胱氨酸肽酶的不可逆抑制机理

与其酰胺衍生物碘乙酰胺相比，碘乙酸盐的烷基化反应速率更慢。这一现象似乎与常规的化学反应性相悖，有报道称，起催化作用的组氨酸中的咪唑鎓离子和碘乙酸中的羧基负离子间存在有利的相互作用，借此解释碘乙酰胺反应性更强的原因。

## 潜在的癌症疗法
有研究表明，碘乙酸具有抗肿瘤效果。2002年，生物化学家F. A. Fahim报告称，“与正常对照组相比，对肿瘤小鼠的单次碘乙酸治疗，能明显提高血清乳酸脱氢酶（LDH）的活性水平，同时可显著降低血糖和肝脏总蛋白、RNA和DNA的浓度”。1975年，有报道称，碘乙酸可能改善骨髓的免疫应答 。1966年，有研究指出，碘乙酸盐能用于诱导肿瘤细胞的肿瘤免疫治疗。

## 消毒副产物
碘离子是一种天然存在的离子，可以在许多原水中找到，并且极易被污水消毒液所氧化。其中一种氧化产物是次碘酸（HOI或OI−），它拥有与环境有机物反应的强反应性，产生碘化消毒副产物（I-DBPs），如碘乙酸。Plewa等人报道的研究表明，碘乙酸被认为是“饮用水内碘（代）酸类消毒副产物中细胞毒性最强的物质之一”，其半数致死量的中位数为10−5 M。碘乙酸被确认是迄今为止遗传毒性最强的消毒副产物。
尽管碘乙酸展现出了潜在致癌物的特征，但尚未被证实具有致癌性。碘乙酸的致畸性远胜其溴、氯化的类似物 。其毒性与其作为烷基化剂的特性相关，会轻易地封闭蛋白质中的半胱氨酸残基。单卤乙酸的毒性最强，其毒性随着卤原子的大小增加而增加，碘乙酸的毒性强于溴乙酸，远强于氯乙酸 。

## 脚注
1. ↑  tumour immunity

## 延伸阅读
- Knap, A. K.; Pratt, R. F. . Biochemical Journal. 1991, 273 (1): 85–91. PMC 1149883 . PMID 1989590. doi:10.1042/bj2730085.
- Dickens, F. . Biochemical Journal. 1933, 27 (4): 1141–1151. PMC 1253000 . PMID 16745202. doi:10.1042/bj0271141.